# Ecsenius shirleyae
Ecsenius shirleyae is een straalvinnige vissensoort uit de familie van naakte slijmvissen (Blenniidae). De wetenschappelijke naam van de soort is voor het eerst geldig gepubliceerd in 2004 door Springer & Allen.